# Kadonnut puutarha
Kadonnut puutarha – trzeci album fińskiego zespołu Indica, z gatunku pop, rock. Wydany w 2007 r. Był on promowany przez trzy radiowe single: Linnasa Vanki, Ulkona oraz Noita.

## Lista utworów[1]
- "Viimeinen jyvä" – 2:45
- "Linnansa vanki" – 3:35
- "Ikävänkantaja" – 4:08
- "Ulkona" – 4:05
- "Kedolla Nukkuu" – 4:25
- "Noita" – 4:09
- "Pahan tarha" – 4:06
- "Äänet" – 3:27
- "Mykka" – 2:51
- "Unten laiva" – 3:51
- "Helmet" – 4:49

## Wykonawcy
- Johanna "Jonsu" Salomaa – śpiew, skrzypce, gitara, keyboard
- Heini – gitara basowa, wokal
- Sirkku – instrumenty klawiszowe, klarnet, wokal
- Jenny – gitara, śpiew
- Laura – perkusja

### Inni
- Producent - Erno Laitinen
- Nagrywanie i miksowanie - Erno Laitinen
- Mastering - Pausi Saastamoinen (Finnvox)
- Okładka - Olga (People's)
- Zdjęcia - Vertti Teräsvuori
- Producent wykonawczy - Janne Halmkrona